# The Adventures of the Scarlet Pimpernel
The Adventures of the Scarlet Pimpernel è una serie televisiva britannica in 18 episodi trasmessi per la prima volta nel corso di una sola stagione nel 1956.
È una serie d'avventura basata sul ciclo di romanzi de La primula rossa di Emma Orczy e incentrata sulle vicende di Sir Percy Blakeney durante la rivoluzione francese.

## Personaggi e interpreti
- Sir Percy Blakeney (18 episodi, 1956), interpretato da Marius Goring.
- Chauvelin (13 episodi, 1956), interpretato da Stanley Van Beers.
- Sir Andrew Ffoulkes (11 episodi, 1956), interpretato da Patrick Troughton.
- Lord Richard Hastings (11 episodi, 1956), interpretato da Anthony Newlands.
- George, the Prince Regent (6 episodi, 1956), interpretato da Alexander Gauge.
- Countess La Valliere (6 episodi, 1956), interpretata da Lucie Mannheim.
- Melanie de Monsants (3 episodi, 1956), interpretata da Maureen Connell.

## Produzione
La serie fu prodotta da Incorporated Television Company e Towers of London Productions. Le musiche furono composte da Edwin Astley e Sidney Torch.

### Registi
Tra i registi sono accreditati:
- David MacDonald in 11 episodi (1956)
- Dennis Vance in 4 episodi (1956)
- Michael McCarthy in 2 episodi (1956)
- Wolf Rilla in 2 episodi (1956)

### Sceneggiatori
Tra gli sceneggiatori sono accreditati:
- Ralph Gilbert Bettison in 9 episodi (1956)
- Baroness Emmuska Orczy in 6 episodi (1956)
- Angus MacPhail in 3 episodi (1956)
- Joel Murcott in 3 episodi (1956)
- Diana Morgan in 2 episodi (1956)

## Distribuzione
La serie fu trasmessa nel Regno Unito dal 28 settembre 1955 al 4 luglio 1956 sulla rete televisiva Associated Television.

## Episodi
| Stagione       | Episodi | Prima TV Regno Unito |
| -------------- | ------- | -------------------- |
| Prima stagione | 18      | 1956                 |